# Chicago Bliss

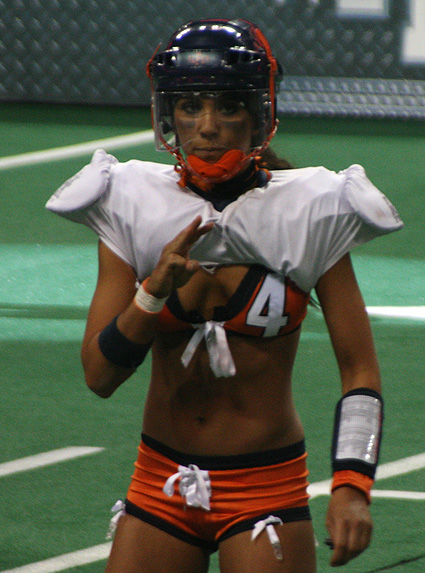
Elle Cartabiano, quarterback delle Bliss nel campionato 2009-2010

Le Chicago Bliss sono una squadra della Legends Football League (ex Lingerie Football League). Hanno vinto il campionato del 2013.

## Storia
È una delle due squadre aggiunte alle due che avevano disputato il primo Lingerie Bowl nel 2004 per arrivare ad un campionato a quattro squadre nel 2005. Inizialmente era stato annunciato il nome Chicago Passion, ma la squadra è stata poi chiamata Chicago Bliss.

## Colori
Nei primi due campionati disputati (2005 e 2006) e nelle foto di presentazione per i campionati annullati del 2007 e del 2008 i colori della divisa da gioco erano blu e rosso.
Nel campionato 2009-2010, invece, le Bliss indossano mutandine e reggiseno di color arancione con bordi scuri.

## Campionati disputati

### 2005
Squadra: 1 Yvette Nelson, 4 Catherine Chiarelli, 6 Stephanie Wells, 7 Bridgette Tomarchio
Risultati: Le Bliss sono state sconfitte in semifinale dalle New York Euphoria.
Nota: Prima del ridimensionamento del campionato che ha ridotto le squadre a quattro giocatrici, per le Temptation erano state annunciate queste giocatrici: Yvette Nelson, Candi Jones, Catherine Chiarelli, Chelsea Rangsikitpho, Cynthia Renae, Deedee Buzzi, Kelley Britz, Stephanie Wells, Bridgette Tomarchio, Ali Willingham, Corinne Saffell, Ebony Jointer, Nikki Zeno.

### 2006

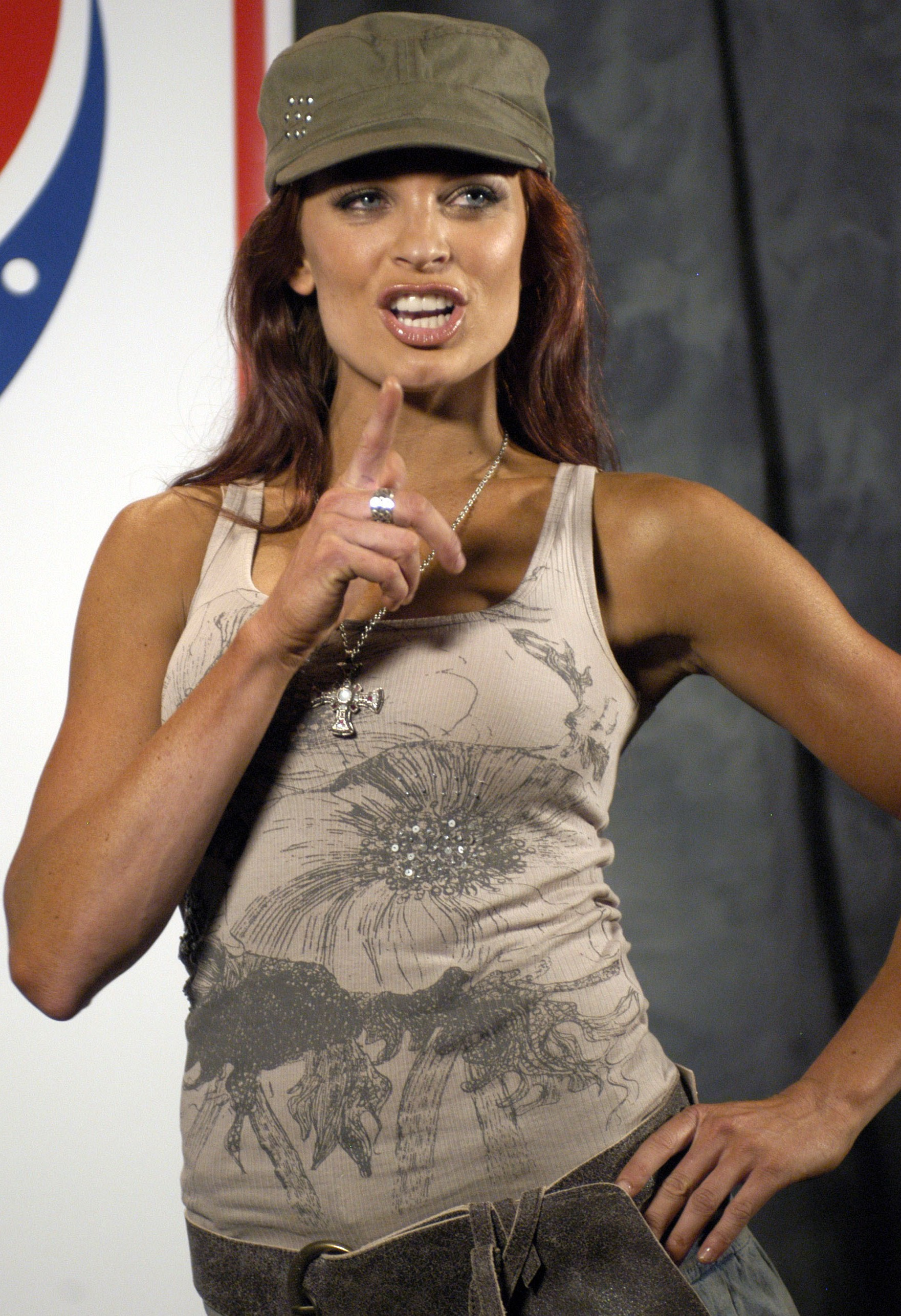
Christy Hemme ha giocato nelle Chicago Bliss nel campionato del 2006

Squadra: Christy Hemme, Corinne Saffell, Danielle Diaz, Ebony Jointer, Ali Willingham, Candi Jones, Amanda Carrier, Nikki Zeno, Amy McCarthy, Joanne McCarthy, Angel Archer.
Risultati: Le Bliss sono state sconfitte in semifinale dalle New York Euphoria.
Nota: La formazione presentata inizialmente comprendeva anche Flor Bermudez, Ursula Mayes e Holly Weber. Mancava, nella lista iniziale, Amanda Carrier.

### 2009-2010
Finaliste.
Squadra: 1 Katie Liberatore, 2 Sarah "Swanny" Swanson, 3 Amy Grogan, 4 Elle Cartabiano, 5 Breanna Junea, 6 Kat Johns, 7 Danielle Moinet, 8 Summer Laviolette, 9 Michelle Sotak, 10 Saran Dunmore, 11 Brooke Finneke, 12 Brittany Rae Nielsen, 13 Nikki Lee, 14 Heidi Cooper, 15 Eilleen Carls, 16 Brittney Rautio, 17 Carolyn Para, 18 Teal Schafer, 19 Deborah Poles, 20 Tasha Pryor
Risultati: 04.09.2009: Chicago - Miami Caliente 29-19 (MVP: Tasha Pryor); 04.12.2009: Tampa Breeze - Chicago 18-27 (MVP: Saran Dunmore); 18.12.2009: Chicago - Philadelphia Passion 46-19 (MVP: Elle Cartabiano).
La partita con le New York Majesty è stata annullata.
Riepilogo regular season: 3 vinte - 0 perse. Punti fatti / subiti: 102/56. Touchdown: 15. Primo posto nella Eastern Conference: accede alla semifinale.
Semifinale: Chicago - Miami Caliente 20-7 (MVP: Tasha Pryor).
Finale: Los Angeles Temptation - Chicago 27-14

### 2010-2011
Squadra: 1 Angela Yangas, 2 Sarah Swanson, 3 Kelly Leabu, 5 LaRitta Webb, 6 Nadia Bedricky, 7 Danielle Moinet, 8 Stacey Jarrett, 9 Kimberly Anderson, 10 Yahshi Rice, 11 Stephanie Thurston, 12 Jennifer Sharp, 13 Nikki Lee, 14 Kia Wagner, 15 Heather Furr, 16 Lauren Quinn, 17 Shannon Rene, 19 Deborah Poles, 20 Tasha Pryor.
Risultati: 10.09.2010: Chicago - Dallas Desire 14-7 (MVP: Tasha Pryor); 08.10.2010: Seattle Mist - Chicago 12-41 (MVP: Heather Furr); 13.11.2010: Chicago - San Diego Seduction 50-12 (MVP: Heather Furr).
Riepilogo regular season: 3 vinte - 1 persa. Punti fatti/subiti: 117/49. Touchdown: 17. Secondo posto nella Western Conference: accede alla semifinale.
Semifinale: Los Angeles Temptation - Chicago 31-14.

## Giocatrici di rilievo
- Saran Dunmore (campionato 2009-10). È stata eletta miglior giocatrice dell'attacco del campionato 2009-10.
- Heather Furr (quarterback, campionato 1010-11). Ha il record LFL per il più lungo touchdown, avendo riportato in meta per tutte le 50 yards del campo il calcio d'inizio di Chicago - San Diego del campionato 2010-11. È stata nominata MVP della partita due volte in due partite consecutive.
- Deborah Poles (2 aprile 1980, wide receiver / tight end, linebacker - campionati 2009-10 e 2010-11). Nel campionato 2009-10 è risultata la prima giocatrice di Chicago per ricezioni (8 per 78 yards e 1 TD) e per placcaggi (19) e nella finale ha anche lanciato un passaggio da touchdown.
- Tasha Pryor (running back, campionati 2009-10 e 2010-11). Nominata MVP in tre partite (record LFL), tra le quali la semifinale del campionato 2009-10.

## Campagna della Peta con giocatrici delle Bliss
Nel dicembre 2010 sei giocatrici delle Bliss (Heather Furr, Danielle Moinet, Kelli Leabu, Nadia Bedricky, Sarah Swanson, Angela Yangas) hanno posato con la divisa della squadra per una campagna contro le pellicce dell'organizzazione animalista Peta con lo slogan "Tackle cruelty: bench fur" ("Placca la crudeltà: manda in panchina la pelliccia"). Quattro di loro (Bedricky, Swanson, Leabu, Yangas) hanno fatto anche una foto nude.